# HD223309
HD223309 — хімічно пекулярна зоря спектрального класу B9, що має видиму зоряну величину в смузі V приблизно  9,1.
Вона  розташована на відстані близько 2090,7 світлових років від Сонця.

## Пекулярний хімічний склад
Зоряна атмосфера HD223309 має підвищений вміст 
Si
.